# Солодирівська сільська рада
Солодирівська сільська рада — колишня адміністративно-територіальна одиниця та орган місцевого самоврядування у Володарсько-Волинському (Кутузівському, Володарському) і Пулинському районах Коростенської і Волинської округ, Київської та Житомирської областей Української РСР з адміністративним центром у селі Солодирі.

## Населені пункти
Сільській раді на час ліквідації були підпорядковані населені пункти:
- с. Заздрівка;
- с. Рогівка;
- с. Солодирі.

## Населення
Кількість населення ради, станом на 1923 рік, становила 1 101 особу, кількість дворів — 188.
Кількість населення сільської ради, станом на 1924 рік, становила 1 076 осіб, з перевагою населення німецької національности.
Кількість населення ради, станом на 1931 рік, становила 2 645 осіб.

## Історія та адміністративний устрій
Створена 1923 року в складі колоній Нова (згодом — Заздрівка) та Солодирі Кутузівської волості Житомирського повіту Волинської губернії. 7 березня 1923 року увійшла до складу новоствореного Кутузівського району Коростенської округи. 12 січня 1924 року, відповідно до рішення Волинської ГАТК (протокол № 6/1 «Про зміни в межах округів, районів і сільрад»), до складу ради передано кол. Рогівка Дворищенської сільської ради Кутузівського (згодом — Володарський) району. 28 вересня 1925 року затверджена як німецька національна сільська рада. 3 червня 1930 року включена до складу новоутвореного Пулинського німецького національного району. 17 жовтня 1935 року сільську раду передано до складу Володарсько-Волинського району Київської області.
Станом на 1 вересня 1946 року сільська рада входила до складу Володарсько-Волинського району Житомирської області, на обліку в раді перебували села Заздрівка, Рогівка та Солодирі.
Ліквідована 11 серпня 1954 року, відповідно до указу Президії Верховної ради Української РСР «Про укрупнення сільських рад по Житомирській області», територію та населені пункти ради приєднано до складу Дворищенської сільської ради Володарсько-Волинського району Житомирської області.